# Pantano de la Grajera
Pantano de la Grajera är en reservoar i Spanien.   Den ligger i provinsen Provincia de La Rioja och regionen La Rioja, i den norra delen av landet, 250 km norr om huvudstaden Madrid. Pantano de la Grajera ligger 432 meter över havet. Arean är 0,36 kvadratkilometer. Trakten runt Pantano de la Grajera består till största delen av jordbruksmark. Den sträcker sig 0,7 kilometer i nord-sydlig riktning, och 0,9 kilometer i öst-västlig riktning.